# Namer Antal
Namer Antal, Anton Namer (Pozsony, 1781. március 26. – Pozsony, 1852. december 21.) polgármester.

## Élete
Pozsonyban született, ahol később polgármester, selyemtenyésztési felügyelő és a magyar pezsgő első készítője volt hazánkban. Meghalt nyugalomba vonulása után. 

## Munkája
- Praktischer Unterricht über den Anbau des peruanischen Jungferntabakes, oder Anweisung, wie der durch den kais. kön. Herrn Rittmeister von Landgraf nach Ungarn gebrachte peruanische Jungferntabak behandelt werden müsse, dass er in seiner ursprünglichen Reinheit erhalten werde, und durch ihn die theuren ausländischen Tabakssorten entbehrlich gemacht werden können. Für alle Freunde der Landwirthschaft. Pressburg, 1815; táblarajzzal